# Dejmaniwka (obwód połtawski)
Dejmaniwka (ukr. Дейманівка) – wieś na Ukrainie, w obwodzie połtawskim, w rejonie łubieńskim, w hromadzie Pyriatyn. W 2001 liczyła 435 mieszkańców.